# 钱多多炼爱记
《钱多多炼爱记》（英語：Never Give Up Dodo）是中国大陆都市爱情剧，导演林孝谦，主演高以翔、朱丹、尹航、王阳明、赵奕欢、李媛。该剧2013年10月正式在搜狐视频播出。该剧以“性感画面”、“爆笑段子”、“情趣元素”、“两性话题”等元素夺得高收视率。

## 剧情
该剧讲述了中国大陆都市男女“钱多多”和“许飞”这对恋人之间的搞笑、喜剧生活，以及年轻一代对于“性”的态度。

## 演出
| 演员   | 角色   | 备注 |
| 高以翔 | 许飞   |      |
| 尹航   | 钱多多 |      |
| 隋凯   | 黎东   |      |
| 周韦彤 | 于春花 |      |
| 李媛   | 孙青青 |      |
| 赵奕欢 | 萱萱   |      |
| 谢依霖 | 姜淼淼 |      |
| 朱丹   | 吴狄   |      |
| 王阳明 | 李桐   |      |
| 韩志硕 | 尚宇   |      |

## 制作
该剧突破了以前中国大陆都市爱情剧对于“性”尺度的束缚和压制，表现了浓厚的“性”和“青春”的情趣。
中国大陆新锐女演员“赵奕欢”也加盟该剧。

## 播出
在中国大陆，由于涉及到电视剧的“尺度”问题，该剧只在网络上播出。
2013年年尾，该剧登陆国外（不属于美国）著名视频网站“Viki （页面存档备份，存于）”，该网站拥有160多种语言（由志愿者翻译）播出同一电视剧，《钱多多炼爱记》被翻译成英语、法语、西班牙语、阿拉伯语等主演语言，在英语译本方面，该剧配了诸多双关语（Sexual Puns），例如：“不要吃他的蛋”、“来吃块多多的木耳”。